# Arranjo de sufixos
Em ciência da computação, um array de sufixos é um array ordenado de todos os sufixos de uma cadeia de caracteres. É uma estrutura de dados simples, porém poderosa que é usada, dentre outras, em índices de textos inteiros, algoritmos de compressão de dados e dentro do campo da bioinformática.
Arrays de sufixos foram introduzidos por Manber & Myers (1990) como uma alternativa simples e eficiente em termos de espaço a árvore de sufixos. Eles foram descobertos independentemente por Gonnet, Baeza-Yates & Snider (1992) sob o noe array PAT.

## Definição
Seja {\displaystyle S=s_{1},s_{2},...,s_{n}} uma cadeia de caracteres e seja {\displaystyle S[i,j]} a subcadeia de {\displaystyle S} que vai de {\displaystyle i} até {\displaystyle j}.
O array de sufixos {\displaystyle A} de {\displaystyle S} é definido como sendo um array de inteiros que proveem as posições iniciais dos sufixos de {\displaystyle S} em ordem lexicográfica. Isto significa que uma entrada {\displaystyle A[i]} contem a posição inicial do {\displaystyle i}-ésimo menor sufixo em {\displaystyle S} e, da mesma forma, para todo  {\displaystyle 1<i\leq n}: {\displaystyle S[A[i-1],n]<S[A[i],n]}.

## Exemplo
Considere o texto S=banana$ a ser indexado:
| i    | 1 | 2 | 3 | 4 | 5 | 6 | 7 |
| S[i] | b | a | n | a | n | a | $ |

O texto termina com a letra sentinela especial $, que é único e lexicograficamente menor do que qualquer outro caractere. O texto possui os seguintes sufixos:
| Suffix  | i |
| ------- | - |
| banana$ | 1 |
| anana$  | 2 |
| nana$   | 3 |
| ana$    | 4 |
| na$     | 5 |
| a$      | 6 |
| $       | 7 |

Estes sufixos podem ser ordenados:
| Suffix  | i |
| ------- | - |
| $       | 7 |
| a$      | 6 |
| ana$    | 4 |
| anana$  | 2 |
| banana$ | 1 |
| na$     | 5 |
| nana$   | 3 |

O array de sufixos A contém a posição inicial destes sufixos ordenados:
| i    | 1 | 2 | 3 | 4 | 5 | 6 | 7 |
| A[i] | 7 | 6 | 4 | 2 | 1 | 5 | 3 |

Array completo com os próprios sufixos:
| i    | 1 | 2 | 3 | 4 | 5 | 6 | 7 |
| A[i] | 7 | 6 | 4 | 2 | 1 | 5 | 3 |
| 1    | $ | a | a | a | b | n | n |
| 2    |   | $ | n | n | a | a | a |
| 3    |   |   | a | a | n | $ | n |
| 4    |   |   | $ | n | a |   | a |
| 5    |   |   |   | a | n |   | $ |
| 6    |   |   |   | $ | a |   |   |
| 7    |   |   |   |   | $ |   |   |

Então por exemplo, A[3] contém o valor 4, e por isso, se refere ao sufixo iniciando na posição 4 dentro de S, que é o sufixo ana$.